# Lars Bergström (ingenjör)
Lars Bergström, född 23 april 1934, död 2 mars 1997, var en svensk-amerikansk flygplans- och segelbåtskonstruktör.
Bergström emigrerade till USA i mitten av 1970-talet. Han drev två konsultföretag i Sarasota, Florida: B&R Designs inom flygområdet och B&R Mast and Rigging inom segelbåtsområdet. I båda företagen deltog också den svenske aerodynamikern Sven-Olof Ridder. Bergström och Ridder uppfann tillsammans windexen, en vindindikator för segelbåtar.
År 1989 deltog Bergström i en tremannabesättning som slog nytt rekord för segling på sträckan New York till San Francisco. Med 60-fotsbåten Thursday's Child avverkade de sträckan på 80 dagar, vilket var tio dagar snabbare än det gamla rekordet som satts 135 år tidigare.
Bergström omkom 2 mars 1997 i en flygplanskrasch med ett experimentellt segelflygplan, en Windex 1200C, som han själv konstruerat. Olyckan skedde 3 km från flygplatsen i Wauchula, Florida.